# Edmund Konarski
Edmund Konarski (ur. 22 października 1870, zm. 27 października 1951 w Szemborowie) – polski duchowny rzymskokatolicki, kanonik.

## Życiorys
Urodził się 22 października 1870. W dniu 16 grudnia 1894 przyjął święcenia kapłańskie. Jako wikariusz pracował od 16 grudnia 1894 do 19 lutego 1896 w Kotlinie, od 20 lutego 1896 do 13 marca 1897 w parafii św. Marcina w Poznaniu, od 14 marca 1897 do 18 lutego 1898 w Nietrzanowie, od 19 lutego do sierpnia 1898 w Witkowie, od sierpnia 1898 do 11 listopada 1899 w Strzelnie. Następnie od 12 listopada 1899 był administratorem w miejscowości Grabie, po czym od stycznia 1901 pełnił stanowisko administratora i proboszcza w Szemborowie. Ponadto był administratorem w Brudzewie (1903, 1904). 6 kwietnia 1946 został kanonikiem honorowym Kurii Metropolitalnej w Gnieźnie. Był dziekanem dekanatu witkowskiego.
Był jednym z „księży patriotów”. W 1950 stanął na czele Głównej Komisja Księży przy Zarządzie Głównym ZBoWiD. 
Zmarł 27 października 1951 w Szemborowie, gdzie został pochowany.

## Odznaczenia
- Krzyż Komandorski Orderu Odrodzenia Polski (13 lutego 1950, postanowieniem prezydenta RP Bolesława Bieruta za wybitne zasługi w pracy społecznej)[3]